# Giovanni Sio
Giovanni-Guy Yann Sio (* 31. března 1989 Saint-Sébastien-sur-Loire) je profesionální fotbalový útočník, od února 2015 hostuje v týmu Stade Rennes z klubu FC Basel. V mládežnických kategoriích reprezentoval Francii, na seniorské úrovni nastupuje za fotbalovou reprezentaci Pobřeží slonoviny.

## Reprezentační kariéra

### Francie
Sio reprezentoval Francii v mládežnických kategoriích.

### Pobřeží slonoviny
V A-mužstvu Pobřeží slonoviny debutoval v roce 2013.
Zúčastnil se Mistrovství světa 2014 v Brazílii, kde reprezentace Pobřeží slonoviny vypadla v základní skupině C.